# Luis Guzmán (football, 1994)
Ne doit pas être confondu avec Luis Guzmán (acteur) ou Luis Guzmán (football, 1918).
Pour les articles homonymes, voir Guzmán.
Luis Fabián Guzmán Ceceña, né le 30 avril 1994 à Guadalajara au Mexique, est un footballeur mexicain qui évolue au poste de défenseur.

## Palmarès

### En équipe nationale
Mexique -17 ans
- Coupe du monde des moins de 17 ans (1) :
  - Vainqueur : 2011.